# Eleutherozoa
Sous-embranchement
Classes de rang inférieur
- Voir le texte

Les éleuthérozoaires (Eleutherozoa) constituent un sous-embranchement des échinodermes comprenant les Stelleroidea, les ophiorides, les échinidés, les holothurides et les concentricycloïdes, par opposition aux Pelmatozoa, qui regroupent des échinodermes fixes.
Toutes les espèces sont marines.

## Taxinomie et classification
Ce clade est remis en question par les phylogénies les plus récentes, il n'est pas reconnu par World Register of Marine Species et ITIS.
Selon NCBI (4 février 2014) :
- super-classe Asterozoa
  - classe Asteroidea - étoile de mer
  - classe Ophiuroidea - ophiure
- super-classe Echinozoa
  - classe Echinoidea - oursin
  - classe Holothuroidea - concombre de mer

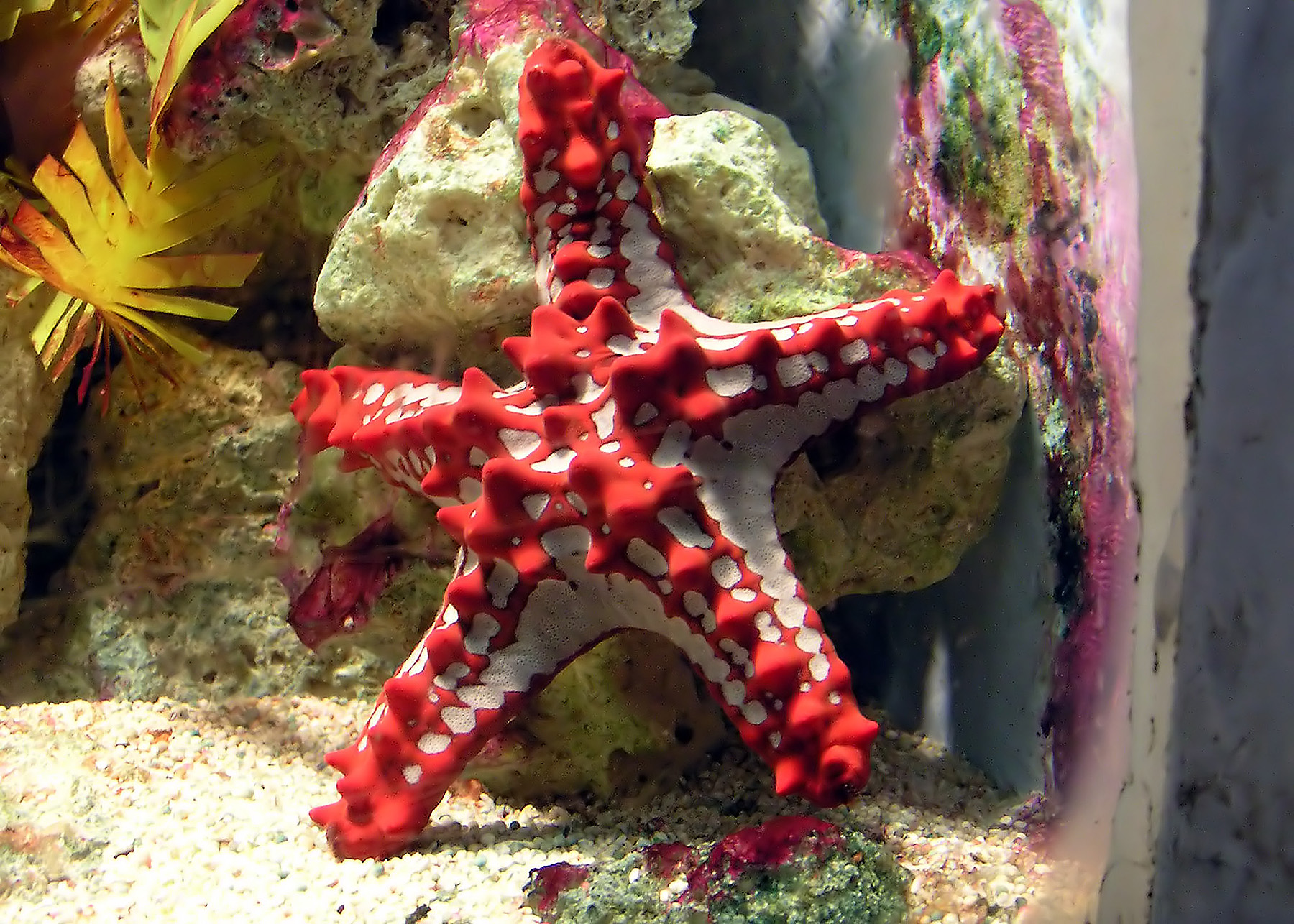
Une étoile de mer.
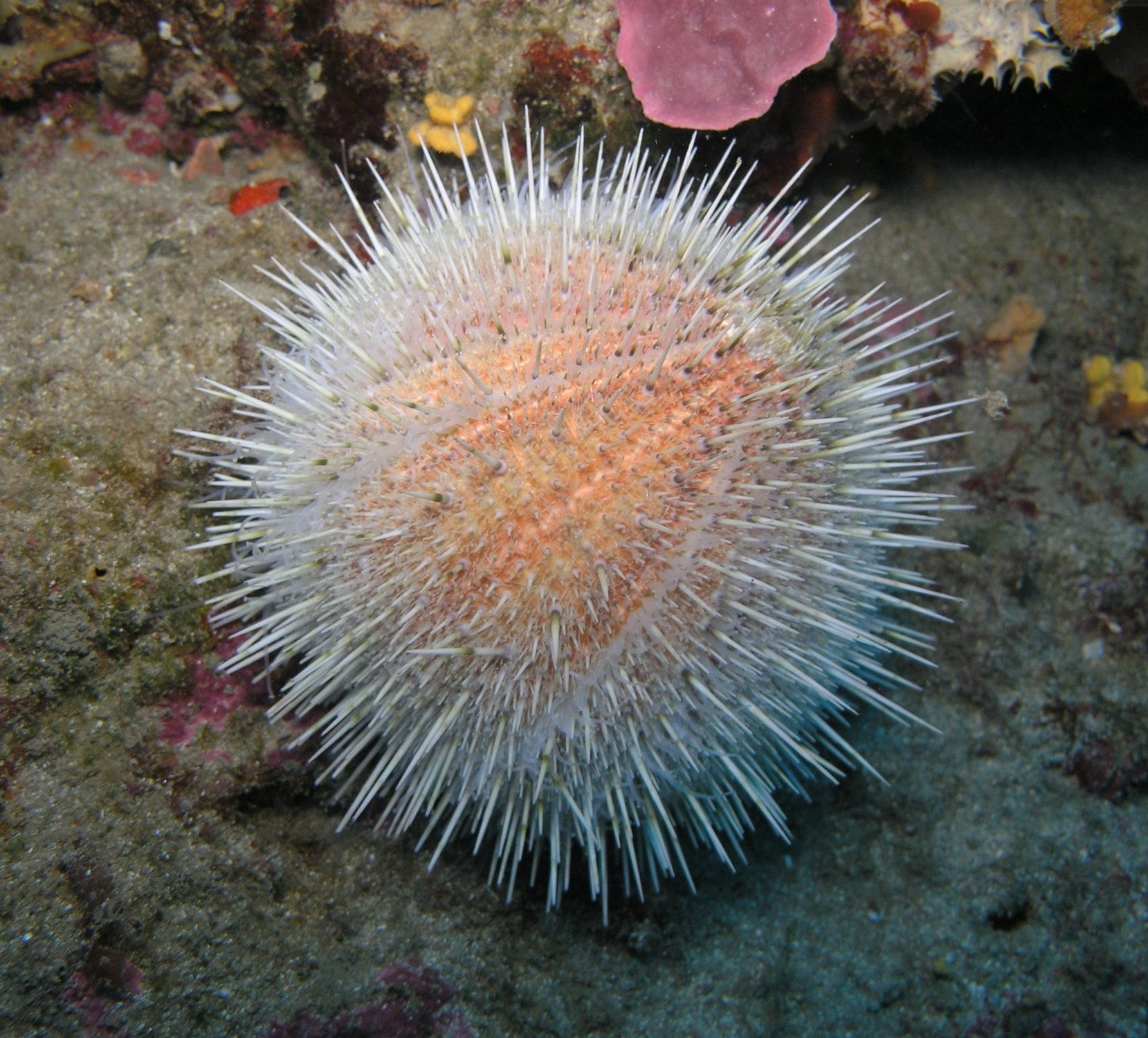
Un oursin.
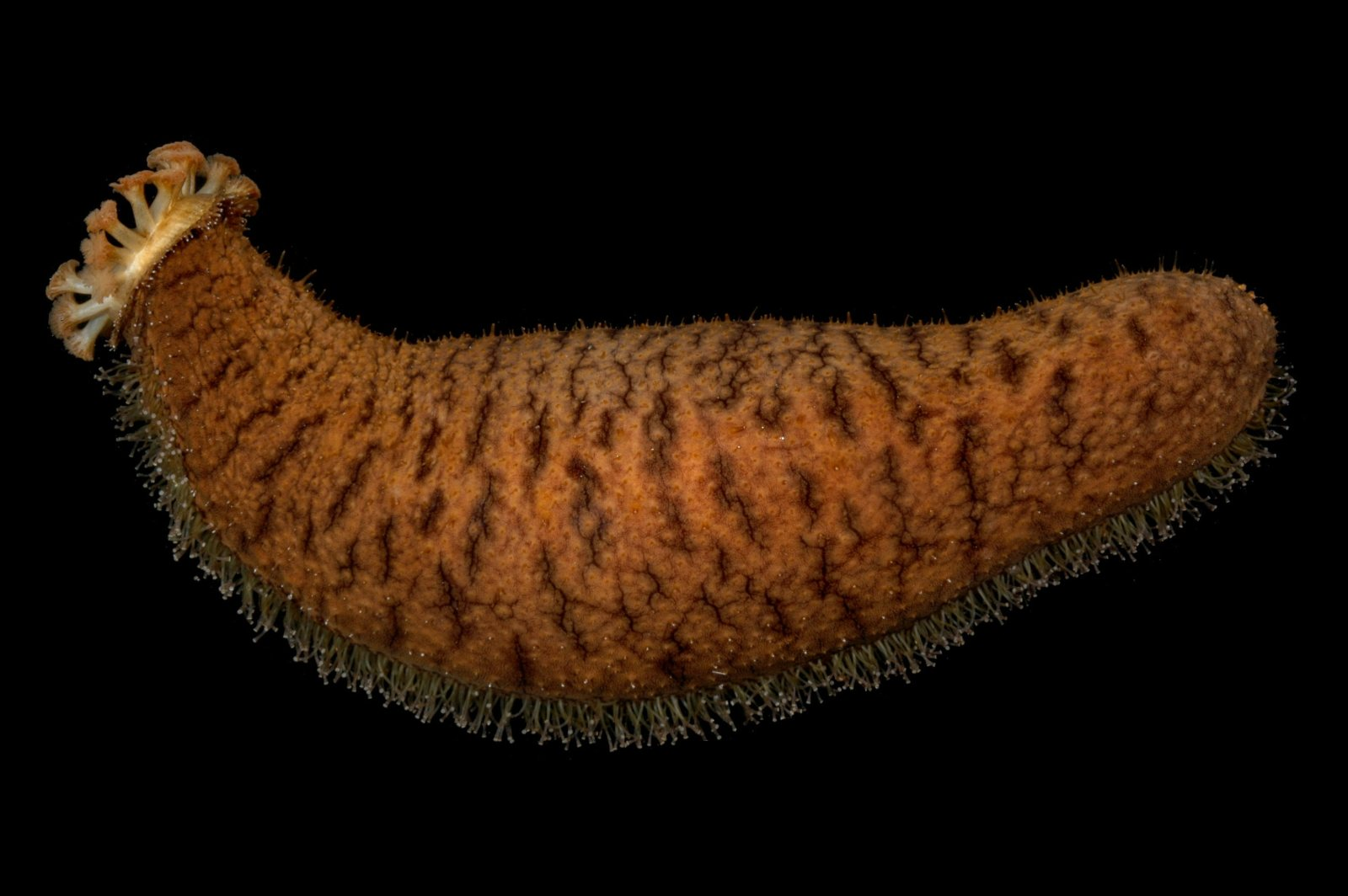
Un concombre de mer.
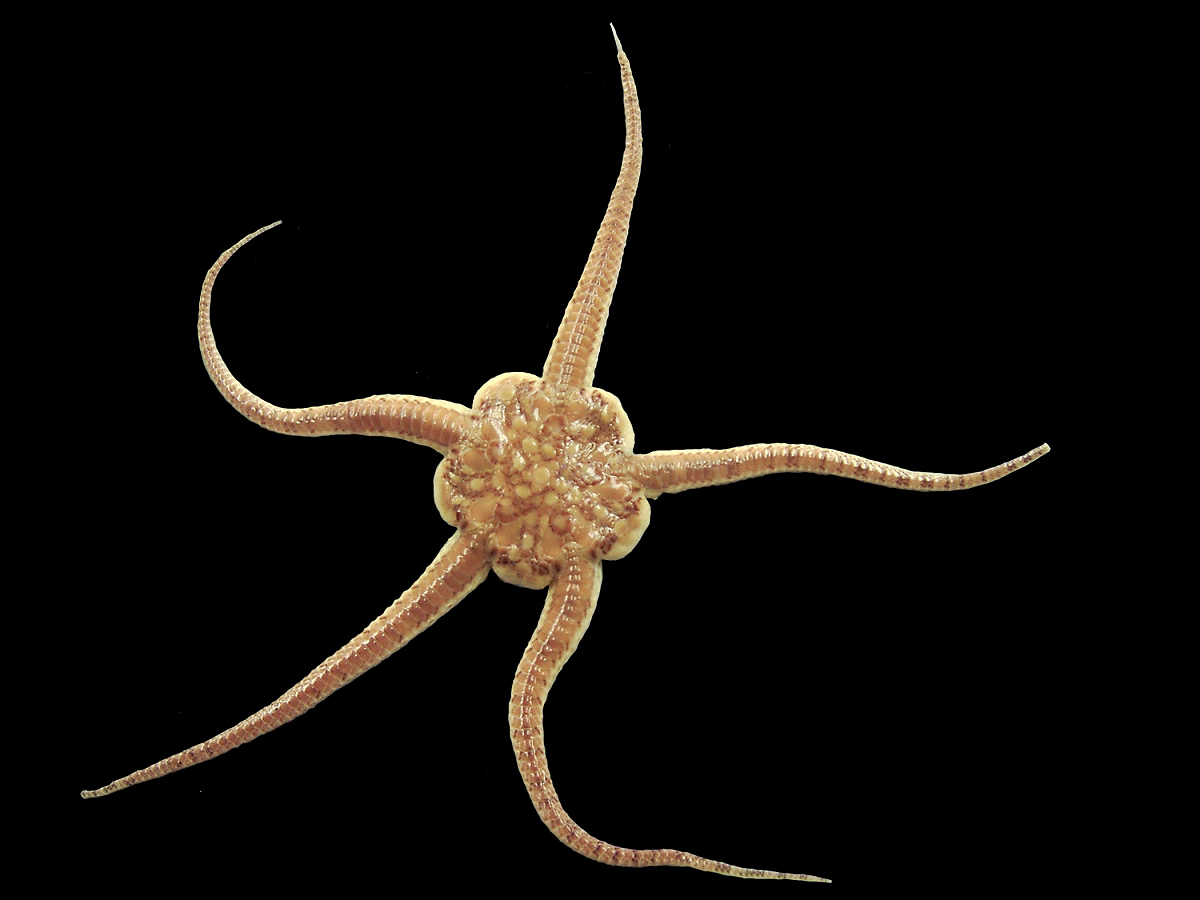
Une ophiure.